# Cambio climático en Tuvalu

Ubicación de Tuvalu.

El cambio climático en Tuvalu es particularmente amenazante para la habitabilidad a largo plazo del estado insular de Tuvalu. Esto se debe a que la altura media de las islas es inferior a los 2 metros (6,6 pies) sobre el nivel del mar. El punto más alto es Niulakita, con unos 4,6 metros (15,1 pies) sobre el nivel del mar. Entre 1971 y 2014, durante un período de calentamiento global, las islas de Tuvalu aumentaron de tamaño, según fotografías aéreas e imágenes satelitales. Durante cuatro décadas, hubo un aumento neto en la superficie terrestre en Tuvalu de 73,5 ha (2,9 %), aunque los cambios no fueron uniformes, con ciertas secciones aumentando su tamaño de la tierra un 74 % y con una disminución en otras partes de su tierra del 27 %. El nivel del mar en el mareógrafo de Funafuti ha subido en 3,9 mm por año, que es aproximadamente el doble del promedio mundial.
Tuvalu podría ser una de las primeras naciones en verse significativamente afectada por el aumento del nivel del mar debido al cambio climático global. No sólo podrían inundarse partes de la isla, sino que el aumento del nivel de agua salada también podría destruir cultivos alimentarios de raíces profundas como el coco, la pulaka y el taro. El aumento del nivel del mar también genera escasez de agua potable.
Una investigación de la Universidad de Auckland sugiere que Tuvalu puede seguir siendo habitable durante el próximo siglo. Sin embargo, en marzo de 2018, el primer ministro Enele Sopoaga declaró que Tuvalu no se está expandiendo y no ha ganado más tierra habitable. Sopoaga también ha dicho que evacuar las islas es el último recurso.

## Efectos

### Impacto en la flora y la fauna
Tuvalu viene enfrentando además ciclones fuertes y períodos de sequías. Y la mayor temperatura del océano ha blanqueado arrecifes de coral, vitales para la protección costera y la reproducción de peces.

### Impacto en la agricultura
La penetración de agua salina también inutilizó terrenos para agricultura. El gobierno de Taiwán financia y administra actualmente en Tuvalu un proyecto experimental para producir alimentos en condiciones controladas.

## Perspectivas
En el 2021 el ministro de Justicia, Comunicaciones y Relaciones Exteriores de Tuvalu, Simon Kofe, envió un mensaje a la COP26, la reciente cumbre de cambio climático en Glasgow, Escocia.
"Nos estamos hundiendo, pero lo mismo le pasa a todo el mundo", afirmó Simon Kofe.
Con el agua hasta las rodillas, en un sitio que años atrás era un terreno seco, Kofe dejó en claro que hoy enfrenta Tuvalu es solo un presagio de los graves impactos del cambio climático a nivel mundial.

## Acciones
Taiwán financia en Tuvalu la granja Fatoaga Fiafia,  para cultivar alimentos en condiciones controladas. Hubo que importar la tierra debido a la salinidad del suelo por la sequía que afronta Tuvalu.